# Fósil guía (arqueología)
El concepto de fósil guía, en ocasiones llamado también fósil director, se utiliza en arqueología para referirse a determinadas herramientas de piedra que serían características de ciertas épocas o ciertas culturas. El término está en desuso, debido, por una parte, a que comenzó a utilizarse cuando el conocimiento no distinguía entre restos fósiles y arqueológicos, mientras que, por la otra, su utilidad está debatida. Se sabe que éstos se encuentran en rocas sedimentarias.
El vocablo fósil se deriva del verbo latino fodere, excavar, a través del sustantivo fossile, aquello que es excavado. Originalmente se utilizaba para designar tanto restos de organismos del pasado (fósiles), como minerales y restos arqueológicos. Posteriormente, su uso se restringió a restos o señales de la actividad de organismos del pasado. Sin embargo, en arqueología continuó utilizándose en sentido amplio, abarcando tanto organismos como artefactos. En la investigación de los tecnocomplejos culturales arqueológicos, a menudo se han usado determinadas herramientas de piedra para caracterizar ciertas épocas o ciertas culturas prehistóricas. El concepto se inspira en el de la Paleontología. Sin embargo, su aplicación es mucho más problemática, fundamentalmente, porque no se conocen suficientemente bien los procesos evolutivos de las culturas humanas y, en concreto, porque no es posible aplicar la idea de que la evolución cultural es irreversible.
Así, aunque ciertos tipos líticos puedan ser característicos de determinadas culturas, es muy difícil, por no decir, imposible, asegurar que esos mismos tipos no aparezcan en otras culturas con las que no tienen relación alguna.

Un caso paradigmático es el bifaz, que se considera característico de una cultura del paleolítico inferior del Viejo Mundo, pero que puede aparecer en etapas muy posteriores y muy alejadas del planeta. Algo similar ocurre cuando se trata de técnicas concretas, ya sean líticas o metalúrgicas, pues, en la mayoría de los casos, el ser humano es capaz de inventar o descubrir, independientemente, los mismos instrumentos sin que haya contactos culturales (por ejemplo, el arco y las flechas, los metales, etc.).
«Una lista tipo o un diagrama nos dará menos información que la presencia de una punta de la Font-Robert, una truncadura o un buril de Noailles. Si encontramos una punta de la Font-Robert, una truncadura y un buril de Noailles podremos estar casi seguros de estar estudiando un Perigordiense V evolucionado o, al menos, lo que se denomina Perigordiense V evolucionado. Entre nosotros, los fósiles directores son, como mínimo, buenos indicadores»

Jacques Tixier (página 17)
Todo ello hace que, aunque sigan existiendo ciertos tipos líticos susceptibles de ser considerados fósiles directores, característicos de culturas y periodos concretos, para asegurarse no basta con utilizar la tipología lítica, sino que el diagnóstico debe haber sido corroborado por fuentes de información independientes (dataciones radiométricas, contexto geomorfológico, paleontología…).